# Tipton, Pennsylvania
Tipton är en ort i Blair County i delstaten Pennsylvania, USA.